# Aginskoe
Aginskoe (in russo Агинское?) è un insediamento di tipo urbano, centro amministrativo dell'Aginskij rajon nel Territorio della Transbajkalia della Federazione Russa. Aginskoe si trova nella valle del fiume Aga, affluente dell'Amur e dista 150 chilometri da Čita; venne fondata nel 1811, contava 11 717 abitanti al censimento del 2002.